# Tephrina quadriplaga
Tephrina quadriplaga là một loài bướm đêm trong họ Geometridae.